# Équipe d'Angola de football à la Coupe d'Afrique des nations 2010
Cet article relate le parcours de l’équipe d'Angola  de football à la Coupe d'Afrique des nations 2010 organisée en Angola du 10 janvier 2010 au 31 janvier 2010.

## Effectif
Liste des 23 donnée le 26 décembre 2009. Statistiques arrêtées le 9 janvier 2010.
| Numéro / Nom       | Numéro / Nom    | Équipe                              | Sél. (but)      | Date de naissance | J.              |                 |                 |                 |                 |
| Gardiens de but    | Gardiens de but | Gardiens de but                     | Gardiens de but | Gardiens de but   | Gardiens de but | Gardiens de but | Gardiens de but | Gardiens de but | Gardiens de but |
| ------------------ | --------------- | ----------------------------------- | --------------- | ----------------- | --------------- | --------------- | --------------- | --------------- | --------------- |
| 1                  | Lama            | Atlético Petróleos Luanda           | 33 (0)          | 1er février 1981  | 0               | 0               | 0               | 0               | 0               |
| 13                 | Carlos          | Rio Ave FC                          | 4 (0)           | 18 décembre 1979  | 4               | 0               | 0               | 0               | 0               |
| 22                 | Wilson          | Clube Recreativo da Caála           | 1 (0)           | 22 juillet 1984   | 0               | 0               | 0               | 0               | 0               |
| Défenseurs         |                 |                                     |                 |                   |                 |                 |                 |                 |                 |
| 21                 | Mabina          | Atlético Petróleos Luanda           | 9 (0)           | 6 octobre 1987    | 4               | 0               | 1               | 0               | 0               |
| 2                  | Jamuana         | Atlético Petróleos Luanda           | 10 (0)          | 23 novembre 1984  | 2               | 0               | 0               | 0               | 0               |
| 3                  | Enoque          | Santos Futebol Clube de Angola      | 5 (0)           | 16 août 1987      | 2               | 0               | 0               | 0               | 0               |
| 4                  | Dias Caires     | Grupo Desportivo Sagrada Esperança  | 13 (0)          | 18 avril 1978     | 1               | 0               | 0               | 0               | 0               |
| 15                 | Rui Marques     | Leeds United                        | 15 (0)          | 3 septembre 1977  | 4               | 0               | 0               | 0               | 0               |
| 20                 | Stélvio         | União Desportiva de Leiria          | 5 (0)           | 24 janvier 1989   | 3               | 0               | 2               | 0               | 0               |
| 5                  | Kali            | Sans club                           | 49 (0)          | 11 octobre 1978   | 4               | 0               | 0               | 0               | 0               |
| Milieux de terrain |                 |                                     |                 |                   |                 |                 |                 |                 |                 |
| 11                 | Gilberto        | Al Ahly SC                          | 45 (5)          | 21 septembre 1982 | 4               | 1               | 0               | 0               | 0               |
| 10                 | Zuela           | FC Kouban Krasnodar                 | 3 (0)           | 3 août 1983       | 4               | 0               | 0               | 0               | 0               |
| 19                 | Dédé            | FC Timişoara                        | 13 (0)          | 4 juillet 1981    | 1               | 0               | 0               | 0               | 0               |
| 17                 | Zé Kalanga      | FC Dinamo Bucarest                  | 42 (5)          | 12 octobre 1983   | 2               | 0               | 0               | 0               | 0               |
| 14                 | Djalma          | Club Sport Marítimo                 | 8 (1)           | 30 mai 1987       | 4               | 0               | 0               | 0               | 0               |
| 6                  | David           | Atlético Petróleos Luanda           | 3 (0)           | 24 février 1988   | 1               | 0               | 0               | 0               | 0               |
| 8                  | Xara            | Atlético Petróleos Luanda           | 16 (0)          | 10 octobre 1980   | 4               | 0               | 1               | 0               | 0               |
| 7                  | Job             | Atlético Petróleos Luanda           | 16 (1)          | 27 septembre 1987 | 2               | 0               | 0               | 0               | 0               |
| Attaquants         |                 |                                     |                 |                   |                 |                 |                 |                 |                 |
| 16                 | Flávio Amado    | Al-Shabab Riyad                     | 57 (21)         | 30 décembre 1979  | 3               | 3               | 0               | 0               | 0               |
| 12                 | Johnson Macaba  | Clube Recreativo Desportivo Libolo  | 10 (0)          | 23 novembre 1978  | 1               | 0               | 0               | 0               | 0               |
| 9                  | Mantorras       | Benfica Lisbonne                    | 28 (4)          | 18 mars 1982      | 1               | 0               | 0               | 0               | 0               |
| 18                 | Love            | Clube Desportivo Primeiro de Agosto | 47 (7)          | 14 mars 1979      | 1               | 0               | 0               | 0               | 0               |
| 23                 | Manucho         | Real Valladolid                     | 20 (8)          | 7 mars 1983       | 4               | 2               | 0               | 0               | 0               |
| Sélectionneur      |                 |                                     |                 |                   |                 |                 |                 |                 |                 |
|                    | Manuel José     |                                     |                 | 9 avril 1946      |                 |                 |                 |                 |                 |

 = capitaine --  Gardien de butDéfenseurMilieu de terrainAttaquantSélectionneur

## Qualifications

### 2eTour

#### Groupe 3
| Rang | Équipe  | Pts | J | G | N | P | Bp | Bc | Diff |  | Résultats (▼ dom., ► ext.) |     |     |     |     |
| ---- | ------- | --- | - | - | - | - | -- | -- | ---- |  | -------------------------- | --- | --- | --- | --- |
| 1    | Bénin   | 12  | 6 | 4 | 0 | 2 | 12 | 8  | +4   |  | Bénin                      |     | 3-2 | 4-1 | 2-0 |
| 2    | Angola  | 10  | 6 | 3 | 1 | 2 | 11 | 8  | +3   |  | Angola                     | 3-0 |     | 0-0 | 3-1 |
| 3    | Ouganda | 10  | 6 | 3 | 1 | 2 | 8  | 9  | -1   |  | Ouganda                    | 2-1 | 3-1 |     | 1-0 |
| 4    | Niger   | 3   | 6 | 1 | 0 | 5 | 5  | 11 | -6   |  | Niger                      | 0-2 | 1-2 | 3-1 |     |

## Matchs

### 1ertour

#### Groupe A
| Rang | Équipe  | Pts | J | G | N | P | Bp | Bc | Diff |  | Résultats (▼ dom., ► ext.) |  |     |     |     |
| ---- | ------- | --- | - | - | - | - | -- | -- | ---- |  | -------------------------- |  | --- | --- | --- |
| 1    | Angola  | 5   | 3 | 1 | 2 | 0 | 6  | 4  | +2   |  | Angola                     |  | 0-0 | 4-4 | 2-0 |
| 2    | Algérie | 4   | 3 | 1 | 1 | 1 | 1  | 3  | -2   |  | Algérie                    |  |     | 1-0 | 0-3 |
| 3    | Mali    | 4   | 3 | 1 | 1 | 1 | 7  | 6  | +1   |  | Mali                       |  |     |     | 3-1 |
| 4    | Malawi  | 3   | 3 | 1 | 0 | 2 | 4  | 5  | -1   |  | Malawi                     |  |     |     |     |

| 10 janvier 2010 | Angola                                                    | 4-4 | Mali                                           | Estádio de Luanda, Luanda                           |                                                     |
| 20:00 UTC+1     | Flávio 36e 42e · Gilberto 67e (pen.) · Manucho 74e (pen.) |     | Keita 79e 90+3e · Kanouté 88e · Yatabaré 90+4e | Spectateurs : 45 000 Arbitrage : Essam Abd El Fatah | Spectateurs : 45 000 Arbitrage : Essam Abd El Fatah |
| 20:00 UTC+1     | Rapport                                                   |     |                                                | Spectateurs : 45 000 Arbitrage : Essam Abd El Fatah | Spectateurs : 45 000 Arbitrage : Essam Abd El Fatah |

| 14 janvier 2010 | Angola                   | 2-0 | Malawi | Estádio de Luanda, Luanda                        |                                                  |
| 19:30 UTC+1     | Flávio 48e · Manucho 54e |     |        | Spectateurs : 48 500 Arbitrage : Doue Normandiez | Spectateurs : 48 500 Arbitrage : Doue Normandiez |
| 19:30 UTC+1     | Rapport                  |     |        | Spectateurs : 48 500 Arbitrage : Doue Normandiez | Spectateurs : 48 500 Arbitrage : Doue Normandiez |

| 18 janvier 2010 | Angola  | 0-0 | Algérie | Estádio de Luanda, Luanda                     |                                               |
| 17:00 UTC+1     |         |     |         | Spectateurs : 25 000 Arbitrage : Jerome Damon | Spectateurs : 25 000 Arbitrage : Jerome Damon |
| 17:00 UTC+1     | Rapport |     |         | Spectateurs : 25 000 Arbitrage : Jerome Damon | Spectateurs : 25 000 Arbitrage : Jerome Damon |

### Quarts de finale
| Quarts de finale 1          | Angola  | 0-1 | Ghana    | Estádio Cidade Universitária, Luanda             |                                                  |
| 24 janvier 2010 17:00 UTC+1 |         |     | Gyan 16e | Spectateurs : 50 000 Arbitrage : Mohamed Benouza | Spectateurs : 50 000 Arbitrage : Mohamed Benouza |
| 24 janvier 2010 17:00 UTC+1 | Rapport |     |          | Spectateurs : 50 000 Arbitrage : Mohamed Benouza | Spectateurs : 50 000 Arbitrage : Mohamed Benouza |